# Battus
Battus és un gènere de lepidòpters papilionoïdeus de la família dels papiliònids (Papilionidae) àmpliament distribuït donin Amèrica del Nord, Central i del Sud.

## Taxonomia
El gènere Battus inclou 12 espècies:
- Battus belus (Cramer, 1777)
- Battus crassus (Cramer, 1777)
- Battus devilliersii (Godart, 1823)
- Battus eracon (Godman & Salvin, 1897)
- Battus ingenuus (Dyar, 1907)
- Battus laodamas (C. & R. Felder, 1859)
- Battus lycidas (Cramer, 1777)
- Battus madyes (Doubleday, 1846)
- Battus philenor (Linnaeus, 1771)
- Battus polydamas (Linnaeus, 1758)
- Battus polystictus (Butler, 1874)
- Battus zetides (Munroe, 1971)